# Fort Punta Christo
Fort Punta Christo je obalna utvrda na istoimenom štinjanskom poluotoku i brdu. Utvrda se nalazila u sektoru II Obalne regije Pula (njem. Küstenabschnitt Pola), a klasificirana je kao obalna oklopna utvrda (njem. Werk (Küstenfort) mit Panzer).
Fort Punta Christo na nadmorskoj visini od 45 m postavljena je na najistaknutije mjesto koje sa sjevera zatvara ulaz u pulski zaljev. U čuvanju "pulskih vrata" pomagali su joj lukobran i Fort Musil smješten na istoimenom poluotoku i brdu koji je s juga zatvarao pulski zaljev. Osim toga, Fort Punta Christo štitio je južni ulaz u Fažanski kanal. Utvrdu su bombardiranjem oštetili Nijemci 1945. godine pri kraju Drugoga svjetskog rata.
Na ovoj su utvrdi 2007. godine snimljene pojedine scene filma u kojem glavnu ulogu igra Mirko Filipović. Tvrđava se od 1862. godine do 1980. godine koristila kao vojarna, a od 1982. godine do 1991. godine kao skladište oružja. Vojska ju je koristila do 1991. godine, a nakon odlaska JNA dolazi Hrvatska vojska te je koristi kao vojarnu do 1995. godine kada završava domovinski rat kada je i vojni kompleks u kojem se nalazi napušten. Iako utvrda nakon Drugoga svjetskog rata nije dovoljno održavana nadograđena su joj dva krila. Oblikovana je u poljsku utvrdu 1903. godine kada su u njezinoj blizini sagrađene još dvije njezine bitnice koje su smještene južnije. Nadograđene su bitnice su Tub i Punta Christo north. U utvrdi se 2005. godine počinju otvarati razni društveni sadržaji, pa tako i posebni glazbeni sajam koji je djelovao do 2018. godine. Ova utvrda također sadrži martello toranj nadodan 1836. godine.

## Više informacija
- Pulske fortifikacije
- Nacionalna udruga za fortifikacije Pula
- Povijest Pule